# Golosalvo
Golosalvo község Spanyolországban, Albacete tartományban. Lakosainak száma 85 fő (2024).

## Földrajza
Golosalvo Mahora, Cenizate és Fuentealbilla községekkel határos.

## Népesség
A település lakosságának változását az alábbi diagram mutatja:
| Lakosok száma | 108  | 112  | 106  | 124  | 121  | 122  | 111  | 104  | 99   | 85   |
|               | 2001 | 2004 | 2006 | 2009 | 2011 | 2014 | 2016 | 2019 | 2021 | 2024 |